# Matutinus ligea
Matutinus ligea är en insektsart som beskrevs av Ronald Gordon Fennah 1969. Matutinus ligea ingår i släktet Matutinus och familjen sporrstritar. Inga underarter finns listade i Catalogue of Life.